# Narong Wongthongkam
Narong Wongthongkam (Thai: ณรงค์ วงษ์ทองคำ; * 2. Oktober 1982 in Suphanburi) ist ein ehemaliger thailändischer Fußballspieler.

## Karriere
Seinen ersten Vertrag unterschrieb Narong Wongthongkam 2006 bei Osotspa FC, einem Verein, der in der höchsten thailändischen Liga, der Thai Premier League spielte. 2015 wechselte er nach Sisaket zum Ligakonkurrenten Sisaket FC. In Sisaket stand er 34 Mal im Tor. Nach nur einer Saison ging er 2016 nach Sattahip und schloss sich den ebenfalls in der ersten Liga spielenden Navy FC an. Hier absolvierte er 47 Spiele.
Am 21. Februar 2017 wurde Narong wegen Spielmanipulationen in mehreren Ligaspielen angeklagt. Er wurde von der königlichen thailändischen Polizei festgenommen und lebenslang vom Fußball gesperrt.